# I've Got a Lovely Bunch of Coconuts
"I've Got a Lovely Bunch of Coconuts" er en britisk novelty song ("underholdningssang") skrevet af Fred Heatherton i 1944. Sangen handler om kokosnødkastning i tivolier.
Den blev indspillet på LP af Danny Kaye med The Harmonaires i 1949. Kaye var skuespiller i film som White Christmas og Hofnarren (The Court Jester). Den blev udgivet på 78-pladen Decca 24784.
Kaye lærte sangen at kende under en turné i Storbritannien, som indbefattede London Palladium og Royal Command Performances. I 1950 blev den hans eneste hit på den amerikanske hitliste. Sangen blev senere indspillet af Merv Griffin og andre artister. Merv Griffins indspilning med Freddie Martin and His Orchestra nåede Billboard retail Top 10-listen og er vidt omtalt som en millionsælger. Sangen var også temasang i Billy Cotton Band Show på britisk radio og TV. Sangen var desuden med i I Could Go on Singing (1963), som var Judy Garlands sidste film. Ringo Starr sang også en impromptuversion af sangen i Magical Mystery Tour, Beatles' TV-forestilling som blev udsendt af BBC 26. december 1967.

## Brug i populærkultur
- En nederlandsk version, "Daar Zijn De Appeltjes Van Oranje Weer", referer til en appelsinsælger. Den nederlandske tekst var skrevet af Eddy Christiani og sangen blev indspillet af Max van Praag (Decca, 1950).
- Komikeren/musikeren Povel Ramel har skrevet en meget fri svensk oversættelse kaldet "Far, jag kan inte få upp min kokosnöt". Povel Ramel – Martin Ljung – Barbro Wilhelmsdotter-Rak m. Povel Ramel och hans rytmiska nötknäppare indspillede sangen i Stockholm 31. august 1950. Den blev udgivet på 78-pladen His Master's Voice X 7264 i Sverige og på His Master's Voice A.L. 3117 (i Norge).[5] Martin Ljung spillede rollen som "far". Denne versionen spiller også en fremtrædende rolle i spillefilmen Mit liv som hund.[6]
- Lisbeth Bodin og Harry Lindblom, Jerrys nötknäppare indspillede en version med Ramels tekst i Stockholm 21. september 1951. Den blev udgivet på 78-pladerne Cupol 4394 (i Sverige) og på Cupol CU 56 (i Norge).
- Jørgen Ingmann lavede en dansk udgave af sangen med titlen "Far jeg kan ikke få hul på kokosnødden".[7]
- Den finske vokalgruppe Kipparikvartetti fremstillede en finsk version i 1951 kaldet "Kuinka saisin rikki kookospähkinän".
- Den finske komiker/musiker, M.A. Numminen, lavede en mere skør version af denne sang i 1981.
- I sitcommen I Dream of Jeannie synger rollefiguren Mr. Bellows denne sang og spiller den på ukulele under indflytningen af én af Jeannies onkler og forsøger at finde ud af om Major Nelson er værdig et ægteskab med hende.
- I Spitting Image-specialen The Ronnie and Nancy Show fra 1986, synger et band sangen under hele præsident Ronald Reagans 45-års bryllupsfest (Merv Griffin, Yoko Ono, Ringo Starr), til stor ærgrelse for kapelmesteren Frank Sinatra. Nancy Reagan beskylder vicepræsident George H.W. Bush for situationen.
- I Disney-filmen Løvernes Konge (The Lion King, 1994)[8] bliver Zasu tvunget til at synge den til Scars fornøjelse.
- Ben Gatlin begynder at råbe sangens omkvæd midt i Buckingham Palace i endnu en Disney-film, National Treasure: Book of Secrets.[9]
- Sangen er med i musicalen Call of the Wild fra 2009 med musik af Bill Barclay og manuskript af Jon Lipsky, første gang opført på Olney Theatre Center.
- En Adobe Flash-animation hentyder at "coconuts" betyder "bryster" og Bill Clinton "synger" sangen mens han viser kvindebryster.[10]
- En anden animation som kun anvender det første vers findes på VG Cats som den 100. tegneserie, bruger figurer fra tegneserien og hentyder at "coconuts" er mandlige kønsorganer.[11]
- Benny Hill brugte referencer til denne sang i mange af sine sketcher.
- Fodboldholdet Cambridge United spiller denne sang i slutningen af hver hjemmekamp det vinder.